# ソユーズ8号
ソユーズ8号（Soyuz 8、ロシア語: Союз 8）は、1969年に行われたソビエト連邦の有人宇宙飛行である。ソユーズ6号及びソユーズ7号との合同ミッションであり、同時に3機のソユーズが軌道上に集まり、合計で7人の宇宙飛行士が乗り込んだ。

## 乗組員
- 船長：ウラジーミル・シャタロフ　(2度目)
- フライトエンジニア：アレクセイ・エリセーエフ　(2度目)

### バックアップ
- 船長：アンドリアン・ニコラエフ
- フライトエンジニア：ヴィタリー・セバスチャノフ

## ミッションパラメータ
- 質量:6,646kg
- 近点:201km
- 遠点:227km
- 軌道傾斜角:51.7°
- 軌道周期:88.7分

## ミッションハイライト
乗組員は船長のウラジーミル・シャタロフとフライトエンジニアのアレクセイ・エリセーエフであり、ソユーズ4号とソユーズ5号が行ったように、ソユーズ7号とドッキングし、乗組員を移転させるのがミッションであった。ソユーズ6号はその様子を近傍から撮影した。
しかし、装置の故障により、この目標は達成されなかった。ソビエトの後日の報道では、ドッキングは元々予定されていなかったと主張されたが、実際には宇宙船にドッキングアダプターが積まれており、シャタロフとエリセーエフは二人ともかつてドッキングミッションの経験があった。ソビエト連邦の月着陸ハードウェアの軌道試験が行われたのは、これが最後となった。
宇宙船の無線呼出符号は、花崗岩(Granite)という意味のGranitであった。この言葉はソ連の軍事訓練の防衛部隊に使われていた名前であった。軍の名前を宇宙船につけたのは、恐らくソユーズ5号の船長が行ったアピールへの反応であると考えられる。さらに、この言葉はAntey（アンタイオス）、Buran（吹雪）に続くロシア語のアルファベットのГ (G)から始まることから選ばれたとも考えられる。